# Сенат Габона
Сенат Габона — верхняя палата парламента Габона, в то время как нижняя палата — Национальное собрание. Сенат состоит из 102 сенаторов, избираемых на 6 лет. Сенаторы избираются в ходе непрямых выборов муниципальными местными выборщиками. Выборы в основном проходят по одномандатным округам, с 2009 года в нескольких округах избирают по 2 сенатора.

## История
До 1991 года парламент Габона состоял только из Национального собрания. Сенат был основан в соответствии с Конституции 1991 года. Однако, Сенат был фактически создан лишь в 1997 году, когда прошли первые выборы в верхнюю палату парламента.
Первым президентом Сената стал в 1997 году Жорж Равири (1932—2006), национальный политик и соратник президента Омара Бонго, прослуживший президентом Сената вплоть до своей смерти в 2006 году. В 2006—2009 годах президентом Сената был Рене Радембино Коникет. Роза Франсина Рогомбе была избрана в феврале 2009 года президентом Сената. После смерти президента Омара Бонге она исполняла обязанности президента с июня по октябрь 2009 года. На этот период её заменял Леонард Анджембе. С поста президента Сената ушла в феврале 2015 года.